# Brüggenite
La brüggenite è un minerale.